# 0363

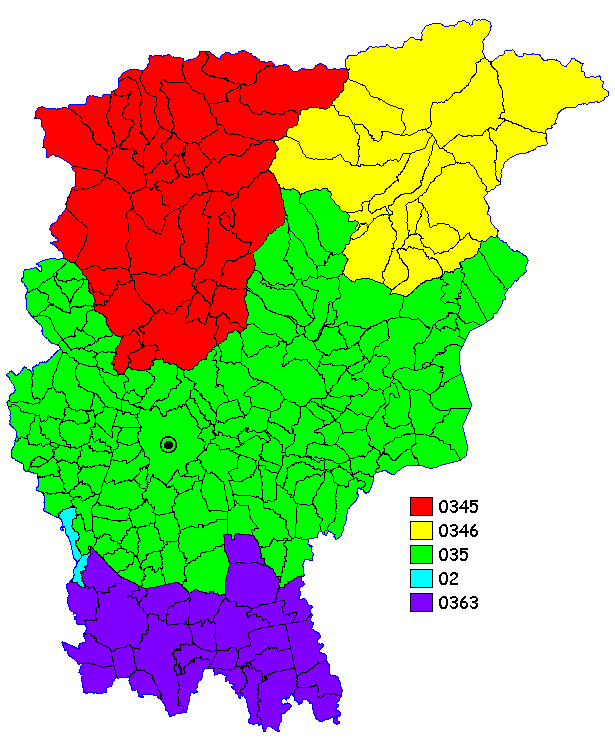
Mappa dei prefissi telefonici nella provincia di Bergamo

0363 è il prefisso telefonico del distretto di Treviglio, appartenente al compartimento di Milano.
Il distretto comprende la parte meridionale della provincia di Bergamo ed include anche tre comuni di altre province: Cassano d'Adda (MI), Rivolta d'Adda (CR) e Vailate (CR). Confina con i distretti di Bergamo (035) a nord, di Brescia (030) a est, di Soresina (0374) a sud-est, di Crema (0373) a sud e di Milano (02) a ovest.

## Aree locali e comuni
Il distretto di Treviglio comprende 32 comuni suddivisi in 2 aree locali, corrispondenti ai due preesistenti settori:
- Romano di Lombardia: comuni di Antegnate, Barbata, Bariano, Calcio, Cividate al Piano, Cortenuova, Covo, Fara Olivana con Sola, Fontanella, Ghisalba, Isso, Martinengo, Morengo, Pumenengo, Romano di Lombardia e Torre Pallavicina;
- Treviglio: comuni di Arzago d'Adda, Brignano Gera d'Adda, Calvenzano, Caravaggio, Casirate d'Adda, Cassano d'Adda (MI), Castel Rozzone, Fara Gera d'Adda, Fornovo San Giovanni, Misano di Gera d'Adda, Mozzanica, Pagazzano, Pontirolo Nuovo, Rivolta d'Adda (CR), Treviglio e Vailate (CR) [2].